# Земляков, Евгений Александрович
Евгений Александрович Земляков (род. 7 октября 2003, Россия) — российский боксёр-любитель, выступающий в супертяжёлой весовой категории.
Мастер спорта России (2021), член национальной сборной России в 2020-х годах, бронзовый призёр чемпионата России (2023), двукратный чемпион России среди молодёжи до 18 лет (2020, 2021), многократный победитель и призёр международных и национальных турниров.

## Биография
Евгений Земляков родился 7 октября 2003 года.
Сегодня проживает в городе Москве, в России.

## Любительская карьера
Является воспитанником СШОР ЦСКА по боксу и кикбоксингу им. В. П. Ульянича.
Дважды становился чемпионом России среди молодёжи до 18 лет в весовой категории свыше 91 кг: в марте 2020 года, в Краснодаре, где он в финале одолел Ивана Онищенко, и в мае 2021 года, в Барнауле, где он в финале победил Сергея Манжуева.
В конце января 2021 года ему было присвоено спортивное звание «Мастера спорта России» по боксу.

### 2023 год
В августе 2023 года в Хабаровске стал бронзовым призёром чемпионата России в категории свыше 92 кг, где он в 1/8 финала соревнований досрочно путём отказ противника от продолжения боя после 2-го раунда победил Павла Малаховского, в четвертьфинале бой с опытным Иваном Верясовым прошёл все три раунда и судьи так и не смогли определить сильнейшего, но позже стало известно, что победителем объявили Землякова с формулировкой «РГСК» (решение главной судейской коллегии), но в полуфинале по очкам (0:4) он проиграл опытному Ярославу Дороничеву.

## Полупрофессиональная карьера
В июле 2023 года в Оренбурге (Россия) в составе команды «Москва» стал бронзовым призёром коммерческого Всероссийского турнира «Кубок Победы», который был организован промоутерской компанией Dynamo Boxing Promotions при поддержке Федерации бокса России и генеральным партнёром — букмекерской компанией «Лига ставок». На этом турнире он провёл несколько полупрофессиональных 4-х раундовых боёв (в мягких любительских перчатках, но по правилам профессионалов), и в решающем бою за третье место единогласным решением судей победил Тамерлана Тургунова из Республики Крым (команда «Кавказ»).

## Спортивные результаты
- Чемпионат России по боксу среди молодёжи до 18 лет 2020 года — ;
- Чемпионат России по боксу среди молодёжи до 18 лет 2021 года — ;
- Чемпионат России по боксу 2023 года — .